# Albert Aguilá
Alberto Aguilá Lalana (Albert Aguilà i Lalana en catalán), habitualmente conocido como Albert Aguilá (Almacellas, Provincia de Lérida, 9 de agosto de 1970) es un exfutbolista y actual entrenador de fútbol español, que actualmente está libre.

## Trayectoria como jugador
Aguilá fue un delantero de gran proyección en los inicios de su carrera, llegando a ser considerado como uno de los mejores delanteros del país en su etapa juvenil. En la década de 1990 militó durante varias temporadas consecutivas en la Primera división española llegando a disputar 113 partidos en la máxima categoría.
Jugó de delantero y a veces un poco retrasado por la banda izquierda. Se trataba de un jugador muy fuerte físicamente por su resistencia y dotado de gran técnica. Quizá le perjudicó el que no pudiera jugar en equipos de un mayor potencial técnico. 
Nacido en la localidad catalana de Almacellas (Provincia de Lérida) en 1970, Aguilá pasó su infancia en Lérida, Tarragona y su localidad natal. Con 14 años de edad el Real Madrid se fijó en el jugador y lo fichó para sus categorías inferiores. Así Aguilà se convirtió en un raro caso de jugador catalán formado en las categorías inferiores del Real Madrid, situación que contribuyó a dar morbo a su carrera
Militó en los equipos juveniles del Real Madrid. Debutando con el primer equipo a los 17 años (febrero de 1988) de la mano de Leo Beenhakker en Sabadell en partido de Copa del Rey. Durante esa etapa fue considerado uno de los jugadores con mayor proyección de la cantera blanca y llegó a ser internacional juvenil con España en todas las categorías (desde sub-16 hasta sub-21). En 1989 llegó al Castilla CF, filial del Real Madrid de Segunda División con Vicente Del Bosque de entrenador.  En las temporadas 1987/88/89/90 llegó a jugar varios partidos de liga con el primer equipo del Real Madrid contribuyendo a los títulos ligueros de esas temporadas. Sin embargo en el verano de 1991 después de su cesión al C.D. Logroñés Aguilá obtuvo la titularidad en Primera división, jugando 32 partidos y marcando 4 goles. No pudo asentarse en el primer equipo, tras la destitución de John Benjamin Toshack en la casa blanca. Radomir Antić decidió que fuera traspasado a C.A.OSUSUNA (verano 1991).
En Pamplona también disfrutó de minutos. En la temporada 1992/93 cuajó su mejor temporada, Aguilá se convirtió en el primer recambio de la delantera del equipo y contribuyó con 7 goles.
En la temporada 1993/94 fichó por el equipo de su tierra, la UE Lleida, que había logrado el ascenso a Primera División por segunda vez en su historia (el anterior ascenso se remontaba a 1950). La UE Lleida fichó a Aguilá como uno de los refuerzos estrella del equipo de cara a la temporada del regreso a Primera, no en vano Aguilá era uno de los escasos jugadores ilerdenses que militaban en Primera división y posiblemente el que mayor renombre tenía. Sin embargo las cosas no salieron bien aquella temporada, aunque Aguilá fue un jugador muy querido por la afición y el autor del primer gol del Lleida en su regreso a Primera, acabó aportando 3 goles en 23 partidos; el equipo quedó penúltimo y acabó descendiendo a Segunda división. Aguilá siguió militando otras dos temporadas en el Lleida, en Segunda división. aunque su operación en el tendón rotuliano le provocó numerosas lesiones musculares y  le dejó con poca presencia en el equipo.
Tras su paso por el Lleida, Aguilá militó media temporada en el Club de Fútbol Gavà de la Segunda División B, media temporada UD Barbastro de Tercera División y dos temporadas CD Calahorra. Con los calagurritanos logró ascender de la Tercera División a la Segunda División B de la mano del entrenador Emilio Remírez. Posteriormente jugó en el C.D.Recreación de La Rioja consiguiendo el ascenso a la tercera división en el grupo Riojano.

### Selección nacional
Aunque no debutó con la selección absoluta, fue internacional en todas las categorías inferiores de España: sub-16 (en 5 partidos), sub-17 (1), sub-18 (12), sub-19 (4), sub-20 (3), sub-21 (6) y sub-23, con la que fue convocado pero no llegó a jugar, pero el entrenador lo vio muy bien preparado físicamente.
En 1993 formó parte de la selección catalana que disputó un partido amistoso como homenaje a Ladislao Kubala.

## Trayectoria como entrenador
Comenzó su carrera en los banquillos trabajando en las categorías juveniles de CA Osasuna. En la temporada 2017-18, dirige al equipo de Juvenil Nacional del club pamplonica, con el que lograron el campeonato.
El 14 de febrero de 2019, es nombrado entrenador de la Sociedad Deportiva Logroñés de la Tercera División de España. Al término de la temporada 2019-20, lograría el ascenso a la Segunda División B de España y renovando su contrato por una temporada.
En la temporada 2020-21, conseguiría meter a la Sociedad Deportiva Logroñés en el Grupo C, asegurándose su participación en la Primera División de la RFEF para la temporada 2021-22. En mayo de 2021, se haría oficial su no continuidad en la Sociedad Deportiva Logroñés para la siguiente temporada.
En diciembre de 2021, firma como entrenador de la Unión Deportiva Logroñés "B" de la Segunda División RFEF, al que dirige en doce encuentros con un saldo de seis victorias, cinco empates y una derrota.
El 4 de abril de 2022, tras la destitución de Mere, se hizo oficial su fichaje por la UD Logroñés, firmando hasta el final de la temporada.
El 22 de noviembre de 2022, es destituido como entrenador de la UD Logroñés de la Primera RFEF, siendo reemplazado por Natxo González.

## Clubes como jugador
| Club                   | País   | Año       |
| ---------------------- | ------ | --------- |
| Castilla CF            | España | 1988-1990 |
| CD Logroñés            | España | 1990-1991 |
| CA Osasuna             | España | 1991-1993 |
| UE Lleida              | España | 1993-1996 |
| Club de Futbol Gavà    | España | 1997      |
| UD Barbastro           | España | 1997      |
| CD Calahorra           | España | 1999-2001 |
| Recreación de La Rioja | España | 2002-2003 |

## Clubes como entrenador
| Club                         | País   | Año       |
| ---------------------------- | ------ | --------- |
| SD Logroñes                  | España | 2019-2021 |
| Unión Deportiva Logroñés "B" | España | 2021-2022 |
| Unión Deportiva Logroñés     | España | 2022      |

## Palmarés

### Campeonatos nacionales
| Título | Club        | País   | Año  |
| ------ | ----------- | ------ | ---- |
| Liga   | Real Madrid | España | 1989 |
| Liga   | Real Madrid | España | 1990 |